# Hort von Peelhill
 Der spätbronzezeitliche Hort von Peelhill (englisch Peelhill Hoard) wurde im Jahre 1961 in einem Moor nahe der Peelhill Farm, in der Nähe von Drumclog, in South Lanarkshire in Schottland während Entwässerungsarbeiten entdeckt. Die aus der Zeit von 950 bis 750 v. Chr. stammenden Objekte des Hortes befinden sich in der Glasgow Art Gallery and Museum.
Der Peelhill Hort besteht aus 28 kompletten oder beschädigten Speerspitzen, einem Rohrring, drei Ringen, die als Schlaufen für ein Schwertgehänge verwendet wurden, einer Axt, einem Schwert der Ewart-Park-Phase und Fragmenten von angebrannten und unverbrannten Resten einiger Speerschäftungen. Die meisten Objekte wurden durch Biegen, Brechen oder Brennen beschädigt und einige sind angeschmolzen. Die gleiche Behandlung ähnlicher Objekte ist beim „Duddingston Loch Hort“ in Edinburgh zu beobachten.
Früher wurde angenommen, dass der Peelhill Hort eine Schrottsammlung für die Weiterverarbeitung war, aber es ist eher eine Sammlung von Waffen und anderen Requisiten, die im Moor im Rahmen eines Rituals deponiert wurden.